# Планура
Планура (порт. Planura) — муниципалитет в Бразилии, входит в штат Минас-Жерайс. Составная часть мезорегиона Триангулу-Минейру-и-Алту-Паранаиба. Входит в экономико-статистический микрорегион Фрутал. Население составляет 9027 человек на 2006 год. Занимает площадь 317,992 км². Плотность населения — 28,4 чел./км².

## История
Город основан 30 декабря 1962 года. 

## Статистика
- Валовой внутренний продукт на 2003 год составляет 226 990 540,00 реалов (данные: Бразильский институт географии и статистики).
- Валовой внутренний продукт на душу населения на 2003 год составляет 26 114,88 реалов (данные: Бразильский институт географии и статистики).
- Индекс развития человеческого потенциала на 2000 год составляет 0,779 (данные: Программа развития ООН).

## География
Климат местности: тропический.